# 克朗波因特 (印地安納州)
克朗波因特（英語：Crown Point）是一個位於美国印地安納州萊克縣的城市。根據2010年美國人口普查，該地人口為27,317人，而該地的面積約為46.34平方千米。同時該地也是萊克縣的縣治。

## 地理
克朗波因特的座標為41°25′18″N 87°21′22″W / 41.42167°N 87.35611°W，而該地的平均海拔高度為223米（即732英尺）。